# Орловский спис
Орло́вский спис — вид традиционной русской вышивки, характерный для Орловской области.

## Описание
Корни вышивки и границы распространения списа соотносятся с племенем вятичей, жившем на Орловщине. Вышивка имела охранительный смысл. В орнамент нередко вводятся изображения, которые в древности являлись языческими символами.
Одни исследователи считают, что слово «спис» подразумевает списывание узоров с разрисованных морозом зимних окон. Другие исследователи видят в узорах списа связь с традицией «русского шитья» (древнего шитья золотными и серебряными нитями).
В 1970—80-е гг. на фабрике «Восход» выпускались сувенирные полотенца, скатерти, комплекты салфеток, передники. В музейной коллекции Орловского краеведческого музея хранится около 100 работ, начиная с XVIII века.

## Особенности
Спис включает в себя сочетание «набора» и «росписи». Контуры композиции очерчены «тамбурным швом».
Преобладающий цвет — красный и его оттенки, достигаемые за счёт плотности настила различных «бранок» — узорных заполнений внутри контура. Также добавлялся синий, а позднее (XX век) — чёрные, жёлтые, зелёные цвета.
Характерными особенностями орловского списа являются необычные очертания рисунка и большое разнообразие бранок: «стожок», «вороний глазок», «сумка с кочергой», «волна», «дробнушки», «сосна», «подковка» и др.

## Мотивы
«Древо жизни», «птица-пава», «лягушка-рожаница».